# Gand-Wevelgem 1967
La Gand-Wevelgem 1967, ventinovesima edizione della corsa, si svolse il 29 marzo su un percorso di 242 km, con partenza a Gand e arrivo a Wevelgem. Fu vinta dal belga Eddy Merckx della Peugeot-BP-Michelin davanti all'olandese Jan Janssen e al belga Ward Sels.

## Ordine d'arrivo (Top 10)
| Pos. | Corridore           | Squadra                         | Tempo    |
| ---- | ------------------- | ------------------------------- | -------- |
| 1    | Eddy Merckx         | Peugeot-BP-Michelin             | 6h09'00" |
| 2    | Jan Janssen         | Pelforth-Sauvage-Lejeune        | s.t.     |
| 3    | Ward Sels           | Flandria-De Clercq              | s.t.     |
| 4    | Jos Huysmans        | Mann-Grundig                    | s.t.     |
| 5    | Herman Van Springel | Mann-Grundig                    | s.t.     |
| 6    | Noël Foré           | Goldor-Gerka                    | s.t.     |
| 7    | Willy Planckaert    | Romeo-Smiths-Plume Sport        | s.t.     |
| 8    | Jaak De Boever      | Romeo-Smiths-Plume Sport        | s.t.     |
| 9    | Frans Melckenbeeck  | Groene Leeuw-Pull Over Centrale | a 40"    |
| 10   | Arthur Decabooter   | Groene Leeuw-Pull Over Centrale | s.t.     |